# Ponto dos Volantes
Ponto dos Volantes est une municipalité brésilienne de l'État du Minas Gerais et la microrégion d'Araçuaí.